# Akhtubinsky (huyện)
Huyện Akhtubinsky (tiếng Nga: ? райо́н) là một huyện hành chính tự quản (raion), của Tỉnh Astrakhan, Nga. Huyện có diện tích 7904 kilômét vuông. Trung tâm của huyện đóng ở Akhtubinsk.